# Brightwaters (ville, New York)
Brightwaters est un village du comté de Suffolk, dans l'État de New York, aux États-Unis,. En 2010, il compte une population de 3 103 habitants.

## Démographie
Lors du recensement de 2010, la ville comptait une population de 3 106 habitants, tandis qu'en 2019, elle s'élève à 3 059 habitants.